# Enallagma weewa
Enallagma weewa är en trollsländeart som beskrevs av George W. Byers 1927. Enallagma weewa ingår i släktet Enallagma och familjen dammflicksländor. Inga underarter finns listade i Catalogue of Life.